# Джон, Элтон
Сэр Э́лтон Геркуле́с Джон (англ. Elton Hercules John; имя при рождении — Ре́джиналд Ке́ннет Дуа́йт (англ. Reginald Kenneth Dwight); род. 25 марта 1947, Пиннер, Мидлсекс, Англия, Великобритания) — британский певец, пианист и композитор.
Оказал заметное влияние на развитие лёгкого рока. Один из самых коммерчески успешных исполнителей 1970-х годов и один из самых успешных рок-исполнителей Великобритании. За всю свою карьеру он продал в США и Великобритании больше альбомов, чем любой другой британский соло-исполнитель.
Он работал с поэтом-песенником Берни Топином с 1967 года; они сотрудничали на более чем 30 альбомах. На протяжении своей 50-летней карьеры Элтон Джон продал более 300 миллионов пластинок, что сделало его одним из самых продаваемых музыкальных исполнителей. У него более пятидесяти лучших 40 хитов в британском чарте синглов и Billboard Hot 100, включая девять номер один в Великобритании и девять в США, а также семь последовательных альбомов номер один в США и ещё семь его альбомов занимали первые места в Billboard 200. Его сингл «Candle in the Wind 1997» (новая версия «Candle in the Wind» 1973 года), переписанный в честь Дианы, принцессы Уэльской, был продан тиражом более 33 миллионов копий по всему миру и является самым продаваемым синглом в истории чартов Великобритании и США. Он также продюсировал записи и иногда снимался в фильмах. С 1976 по 1987 и с 1997 по 2002 Элтон Джон владел английским футбольным клубом «Уотфорд». Он является почётным пожизненным президентом клуба.
Выросший в районе Пиннер в Лондоне, Элтон Джон научился играть на пианино в раннем возрасте, и к 1962 году создал Bluesology, R & B группу, в которой играл до 1967 года. Он встретил своего давнего музыкального партнера Берни Топина в 1967 году, после того как они оба ответили на объявление для авторов песен. В течение двух лет они писали песни для артистов, включая Лулу, а Джон работал сессионным музыкантом для артистов, включая Холлиз и Скаффолд. В 1969 году был выпущен дебютный альбом Джона Empty Sky. В 1970 году его первый хитовый сингл «Your Song» со второго альбома Elton John вошел в десятку лучших в Великобритании и США. Элтон Джон также имел успех в музыкальных фильмах и театре (мультфильм 1994 года «Король Лев» и его театральная адаптация, «Аида» и «Билли Эллиот».
Среди многочисленных наград Джона, он является одним из 19 обладателей статуса ЭГОТ, которая включает в себя премию «Эмми», пять премий «Грэмми», две премии «Оскар» и премию «Тони». Он также выиграл две премии «Золотой глобус», пять премий «Brit», премию «Легенды Диснея» и «Премию Кеннеди-центра». В 2004 году занял 49-е место в списке величайших исполнителей по версии журнала Rolling Stone. В 2013 году журнал Billboard назвал его самым успешным сольным артистом в списке лучших исполнителей всех времен Billboard Hot 100 и третьим в целом после Битлз и Мадонны. Он был введен в Зал славы рок-н-ролла в 1994 году и Зал славы авторов песен в 1992 году, а также является членом Британской академии композиторов и авторов. Он был посвящен в рыцари королевой Елизаветой II за «услуги музыке и благотворительные услуги» в 1998 году. Элтон Джон выступал на нескольких королевских мероприятиях, таких как похороны принцессы Дианы в Вестминстерском аббатстве в 1997 году, британский музыкальный концерт в честь Золотого юбилея Елизаветы II «Party at the Palace» в 2002 году и концерт в честь Бриллиантового юбилея королевы у Букингемского дворца в 2012 году.
Элтон Джон известен также как общественный деятель, в частности, на поприще начатой им в конце 1980-х годов борьбы против эпидемии СПИДа. В 1992 году он основал Фонд Элтона Джона по борьбе со СПИДом, а год спустя он стал организатором ежегодной вечеринки Фонда СПИДа, которая стала одной из самых престижных Оскар-вечеринок в голливудской киноиндустрии. С момента своего основания фонд собрал более 300 миллионов фунтов стерлингов. В 1976 году Элтон Джон объявил себя бисексуалом, а с 1988 года является открытым геем. 21 декабря 2005 года он вступил в гражданское партнерство с Дэвидом Фернишем; они поженились после того, как однополые браки стали законными в Англии и Уэльсе в 2014 году. Вручая Джону в 2019 году высшую гражданскую награду Франции — орден Почётного легиона, президент Франции Эмманюэль Макрон назвал его «мелодическим гением» и высоко оценил его борьбу за интересы ЛГБТ-сообщества. Прощальный тур Элтона Джона, проходивший в 2018—2023 годах и состоявший из 330 выступлений, стал на тот момент самым кассовым концертным туром в истории (вскоре его обошёл The Eras Tour Тейлор Свифт).

## Биография
Реджиналд Кеннет Дуайт родился в Пиннере, Англия, в семье майора ВВС Стэнли Дуайта и его жены Шейлы (в девичестве Харрис). Дуайта в детстве воспитывала главным образом мать; своего отца Реджинальд видел нечасто. Стэнли и Шейла развелись в 1962 году, когда Дуайту было 15. Его мать вышла замуж за Фреда Фейрбразэра (Fred Farebrother), которого Элтон с любовью называл «Дерф». Дуайт начал играть на фортепиано, когда ему было четыре. Он был в состоянии сыграть любую мелодию. В одиннадцать лет он выиграл стипендию в Королевской Консерватории, где обучался затем на протяжении шести лет.

### Начало музыкальной карьеры
В 1960 году Дуайт с друзьями собрали группу The Corvettes, которая начала с исполнения композиций Рэя Чарльза и Джима Ривза (на сцене Northwood Hills Hotel, в Миддлсексе), а в 1961 году превратилась в Bluesology Днём он выполнял поручения для музыкальных издательств, по ночам же выступал соло в баре лондонской гостиницы и работал с Bluesology. К середине 1960-х годов Bluesology уже гастролировали в США — с такими ритм-энд-блюзовыми музыкантами, как The Isley Brothers, Major Lance, Дорис Трой, Патти ЛаБелль и The Bluebelles. В 1966 году группа приступила к сотрудничеству с Длинным Джоном Болдри (англ. Long John Baldry — часть прозвища последнего позже вошла в псевдоним Элтона Джона) и начала турне по Англии.
После неудачных прослушиваний в King Crimson и Gentle Giant Дуайт ответил на объявление в еженедельнике New Musical Express, размещённое Рэем Уильямсом (англ. Ray Williams), тогдашним руководителем отдела артистов и репертуара компании Liberty Records. Уильямс дал Дуайту сборник текстов, написанных Берни Топином — автором-песенником, отозвавшимся на то же самое объявление. Ни Дуайта, ни Топина в конкурсе не отобрали. Но Дуайт написал музыку на стихи Топина, которую затем отправил последнему по почте: так, в совместном творчестве по переписке зародилось партнёрство, которое продолжается и по сей день.
В 1967 году была записана первая композиция Элтона Джона и Берни Топина «Scarecrow» («Пугало»): после первой встречи, шесть месяцев спустя, Реджинальд Дуайт взял псевдоним Элтон Джон — в честь Элтона Дина и Лонг Джона Болдри. Некоторое время спустя, в 1972 году, он добавил себе среднее имя, Hercules: так звали коня в комедийном телесериале «Steptoe and Son».
Вскоре Джон и Топин присоединились к звукозаписывающей компании DJM Records Дика Джеймса как штатные поэты-песенники в 1968 году и следующие два года занимались написанием песен для различных исполнителей, в числе которых были Роджер Кук и Лулу. Топин мог набросать текст за час, потом пересылал его Джону, который писал музыку на него за полчаса, а если не мог ничего быстро придумать, заказывал следующий набросок. Параллельно Джон подрабатывал в «бюджетных» лейблах, записывая кавер-версии актуальных хитов, сборники которых продавались в супермаркетах.
По совету музыкального издателя Стива Брауна Джон и Топин начали писать более сложные песни для лейбла DJM. Первым был сингл «I’ve Been Loving You» (1968), записанный продюсером Калебом Куэем (англ. Caleb Quaye), в прошлом — гитаристом Bluesology. В 1969, с Куэем, барабанщиком Роджером Поупом и басистом Тони Мюрреем Джон выпустил сингл «Lady Samantha» и альбом Empty Sky, выдержанный (согласно Allmusic) в позднебитловской стилистике и, судя по амбициозным аранжировкам и интересным текстам задумывавшийся как серьёзное творческое заявление. Обе работы получили хорошие рецензии, но коммерческого успеха в Британии не имели, а в США не вышли вообще (лишь в 1975 году альбом был там перевыпущен и поднялся до #6 в Billboard 200).

### 1970-е годы

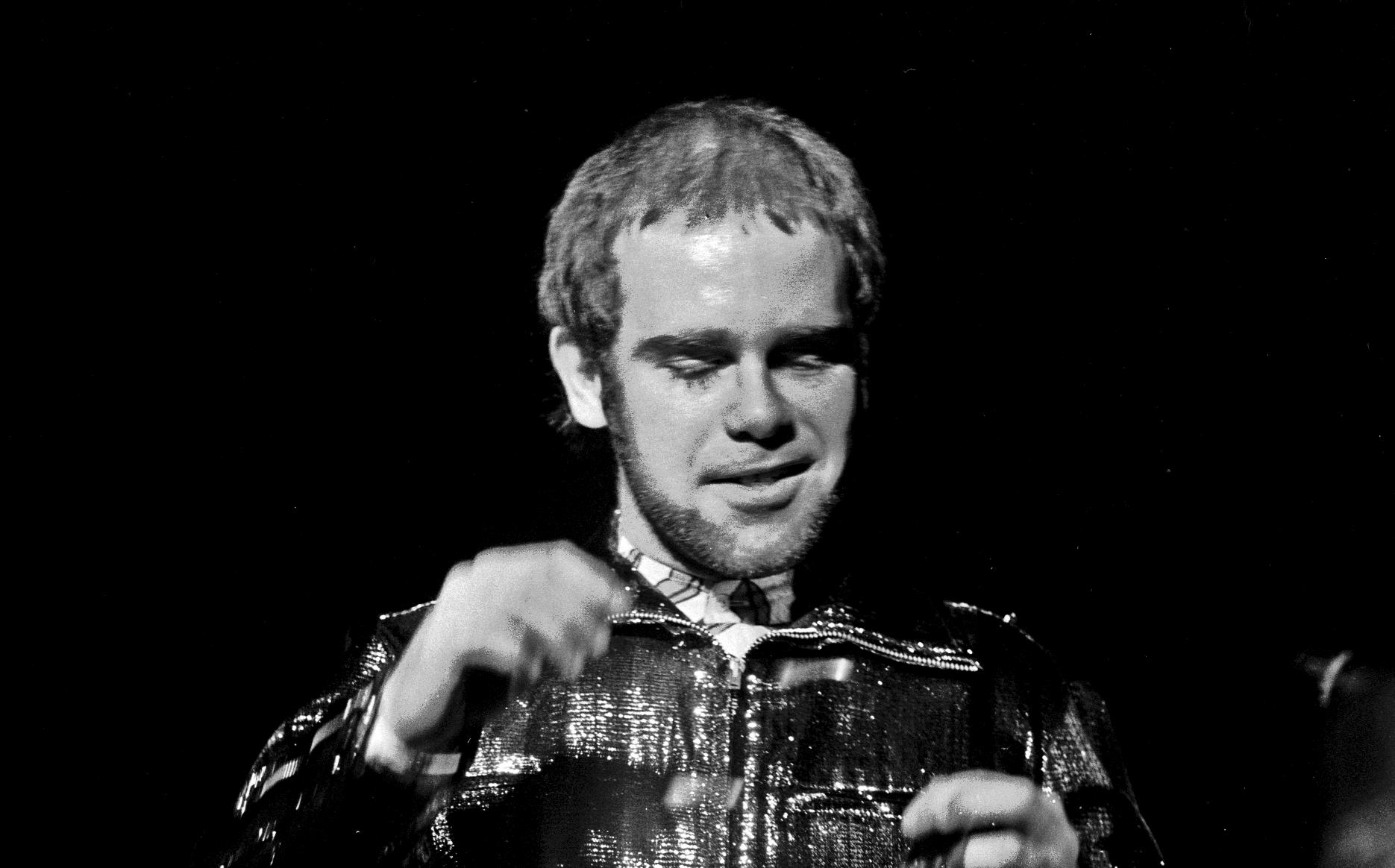
Элтон Джон на концерте в Гамбурге. Март 1972

Для работы над следующим альбомом Джон и Топин пригласили продюсера Гаса Даджена (англ. Gus Dudgeon) и аранжировщика Пола Бакмастера. Альбом Elton John был выпущен весной 1970 года: в Великобритании — компанией Pye Records (филиалом DJM), в США — Uni Records. Именно здесь авторы нашли формулу успеха, получившую впоследствии развитие: рок-песни (с элементами музыки госпел) и проникновенные баллады. Первый сингл из альбома, «Border Song», достиг в США лишь 92-го места. Но второй, «Your Song», стал хитом по обе стороны Атлантики (#8 США, #7 в Великобритании): на волне этого успеха стал подниматься в чартах сам альбом.
В августе Элтон Джон дал свой первый американский концерт в лос-анджелесском клубе The Troubadour: на сцене его представил зрителям Нил Даймонд; в аккомпанирующем составе играли барабанщик Найджел Олссон (экс-Spencer Davis Group, Uriah Heep) и бас-гитарист Ди Мюррей. Манера исполнения Элтона Джона (во многом напоминавшая стиль Джерри Ли Льюиса) произвела впечатление не только на репортёров, но и коллег, в частности, Куинси Джонса и Леона Расселла.
Приняв участие в записи Back Home, футбольного гимна для сборной Англии, отправлявшейся на чемпионат мира в Мексику, Элтон Джон записал концептуальный альбом Tumbleweed Connection, который вышел в октябре 1970 года, поднялся в первую десятку Биллборда и достиг #2 в UK Singles Chart.

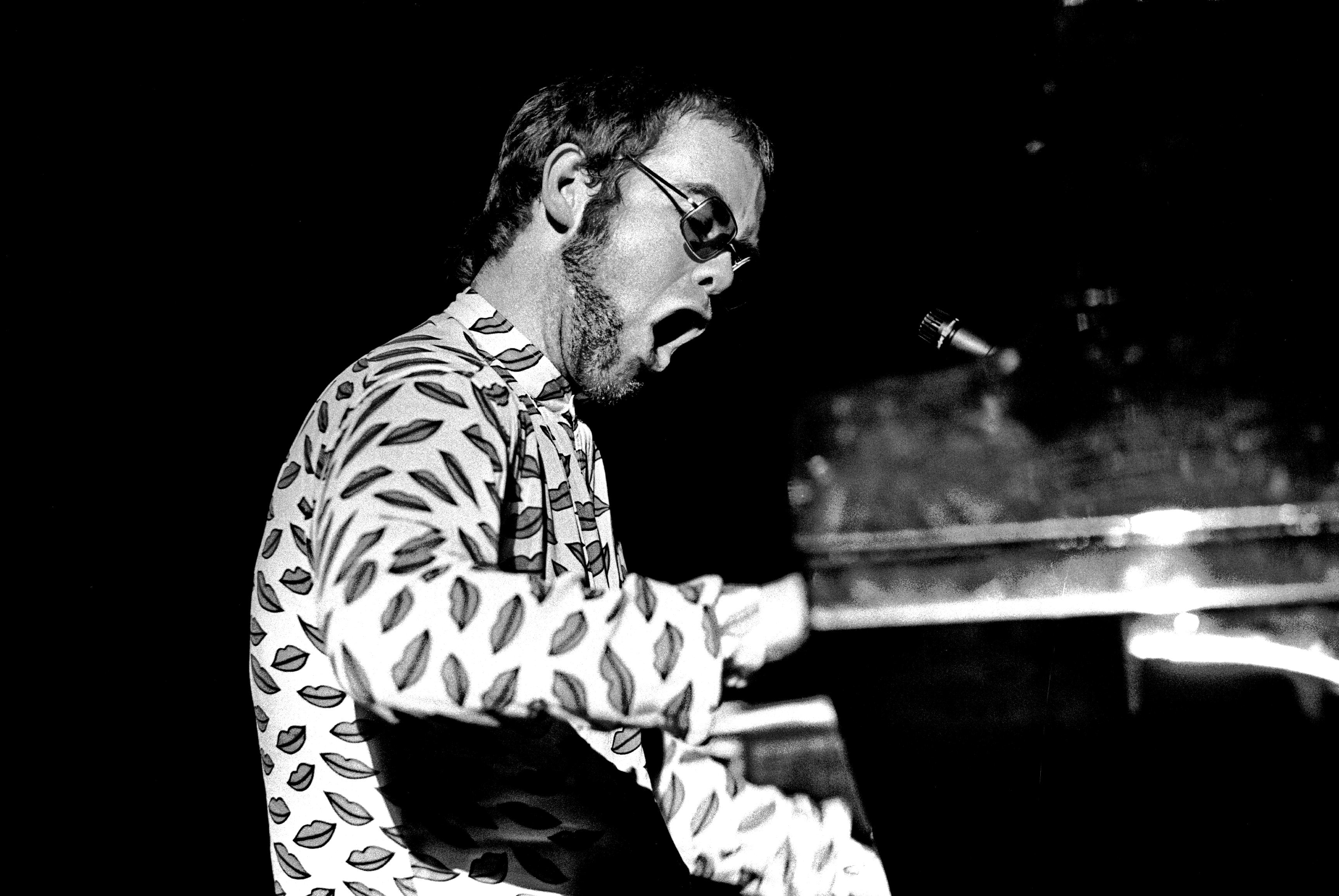
Элтон Джон на концерте в Гамбурге. Март 1972

В концертный альбом 11-17-70 (17-11-70 — в Великобритании) вошла запись выступления, транслировавшегося из студий нью-йоркской радиостанции WABC-FM, где Элтона Джона и его группу представлял диджей Дэйв Херман. Пластинка, в которую вошли, в основном, расширенные версии ранних композиций Джона и Топина, продемонстрировала влияния госпел, буги-вуги и блюза, характерные для раннего творчества Элтона Джона. Выдающимися треками здесь были признаны «Burn Down the Mission» (18:20) (куда вошли часть «My Baby Left Me» Артура Крудапа и полная версия «Get Back» The Beatles), а также кавер «Honky Tonk Women», который рецензент Allmusic называет «феноменальным». На коммерческие показатели альбома в США, однако, негативно повлияло то обстоятельство, что за несколько недель до официального релиза на рынке появился бутлег, содержавший полную версию радиоконцерта (а не те 40 минут, которые отобрала для пластинки компания Dick James Music).
В ноябре 1971 года вышел четвёртый студийный альбом Элтона Джона Madman Across the Water, мрачное, атмосферное произведение, отмеченное грандиозными оркестровками Пола Бакмастера и заметным влиянием прогрессивного рока. Альбом стал хитом в США (#8, в Великобритании — # 41), как и сингл из него, «Levon». Одновременно в чарты вошёл и сингл «Friends» из альбома-саундтрека к одноимённому фильму.
В 1972 году с приходом Дэйви Джонстона (англ. Davey Johnstone, гитара, бэк-вокал) сложился окончательный состав Elton John Band. Все участники коллектива были прекрасными инструменталистами, обладали сильными голосами и сами расписывали вокальные аранжировки, нередко в отсутствие Элтона Джона. Группа с продюсером Гасом Дадженом выпустила Honky Chateau: альбом поднялся на 1-е место в списках Биллборда и продержался на вершине 5 недель. Синглами из него вышли «Rocket Man (I Think It’s Going To Be A Long, Long Time)» (# 6 США, # 2 Великобритания) и «Honky Cat» (# 8 США). «Rocket Man» положил начало серии из шестнадцати Top 20-синглов (из которых 19 вошли в первую британскую десятку). Honky Chateau стал первым в аналогичной серии из 7 альбомов-чарттопперов, которые один за другим становились платиновыми.
В 1973 году Элтон Джон создал собственный лейбл Rocket Records и выпустил здесь Don’t Shoot Me I’m Only the Piano Player (1973, #1 США, Великобритания), свой самый поп-ориентированный альбом. Синглами из него вышли «Crocodile Rock» (#1, США, #5 Великобритания) и «Daniel» (#2 США, #4 Великобритания).
Ещё более оглушительный успех имел следующий альбом Goodbye Yellow Brick Road (1973, # 1 США — 8 недель, # 1 Великобритания), пластинка необычайно широкого стилистического диапазона, в котором Берни Топин реализовал и некоторые свои литературные амбиции («The Ballad of Danny Bailey»). В ретроспективе именно этот альбом музыкальная критика считает лучшим в карьере Элтона Джона. Примерно в это время Элтон Джон оказался в центре глэм-рок-движения; наступил момент, когда (по словам рецензента AMG) личность певца «…стала обращать на себя больше внимания, чем даже его музыка». Из альбома вышло 4 сингла: «Saturday Night’s Alright for Fighting» (# 7 Великобритания, # 12 США), «Goodbye Yellow Brick Road» (# 6 Великобритания, # 2 США), «Candle in the Wind» (# 11, Великобритания), «Bennie and the Jets» (# 1, США).
На Rocket Records вышли пластинки Кики Ди и Нила Седаки, однако сам Элтон Джон решил в 1974 году вернуться в MCA, заключив с компанией рекордный по тем временам 8-миллионный контракт.
В 1974 году Элтон Джон записал две кавер-версии: «Lucy in the Sky with Diamonds» и «One Day at a Time» (композицию Джона Леннона), после чего был приглашён последним к участию в записи «Whatever Gets You thru the Night» из альбома Walls And Bridges. Леннон пообещал, что если сингл выйдет на 1-е место, он пригласит Элтона к совместному исполнению его на концерте, и сдержал слово: концерт в Мэдисон-Сквер-Гарден (в ходе которого дуэт исполнил также «Lucy in the Sky With Diamonds» и «I Saw Her Standing There») стал последним публичным выступлением экс-битла. После концерта Элтон Джон продолжил гастроли по США на собственном «Боинге».
В 1974 году вышел альбом Caribou: он поднялся на 1-е место в США, но критиков в целом не удовлетворил, поскольку (как отмечает рецензент Allmusic) «в большей степени, чем предыдущие, был рассчитан на внешний эффект». Были сообщения, что Элтон Джон записал его в течение лишь двух недель между концертами. В числе заметных треков были хард-роковый «The Bitch Is Back» и классическая поп-баллада «Don’t Let the Sun Go Down on Me», где Джон вновь продемонстрировал мастерство оркестрового аранжировщика.
В том же году Пит Тауншенд попросил Элтона Джона сыграть роль «Местного парня» (англ. Local Lad) в киноадаптации рок-оперы Tommy (режиссёр Кен Рассел) и исполнить песню «Pinball Wizard». Сингл с этой версией поднялся до 7-го места в Англии. Также в 1975 году Джон вместе с Шер, Бетт Мидлер и Флипом Уилсоном появился в программе «Cher Bono Television Special» (1975).

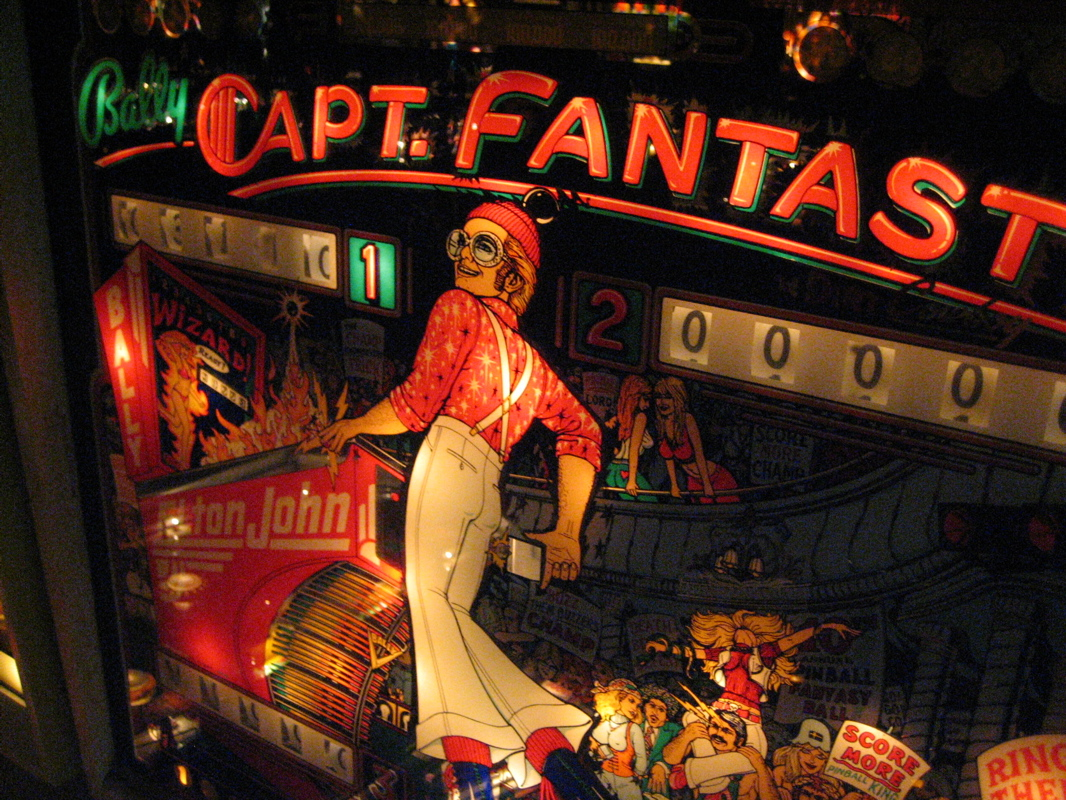

В 1975 году вышел автобиографический альбом Captain Fantastic and the Brown Dirt Cowboy: музыкальная история о первых месяцах пребывания в Лондоне тогда ещё никому неизвестных Джона и Топина возглавила британский и американские чарты. Синглом отсюда вышла «Someone Saved My Life Tonight», песня, рассказывавшая о конкретном эпизоде молодости Джона.
1975 год ознаменовался распадом Elton John Band: из состава ушли уставшие от непрерывной работы Олссон и Мюррей, музыканты, внесшие огромный вклад в формирование специфического звучания лучших работ Элтона Джона. Джонстон и Рэй Купер остались, вернулись Куэй и Роджер Поуп и пришёл новый басист Кенни Пассарелли (Kenny Passarelli). Для работы над студийными аранжировками и клавишными партиями был приглашён Джеймс Ньютон-Ховард. Свой новый состав Элтон Джон представил на сцене лондонского стадиона «Уэмбли» перед 75 000 зрителей.
С новым составом был выпущен Rock of the Westies, альбом, возглавивший хит-парад США, но по качеству материала уступавший предшественнику. Как бы то ни было, основные доходы к этому времени приносили Элтону Джону его сценические шоу, проходившие со всё большей помпой. При этом Джон нашёл возможность дать четыре концерта в клубе «Troubadour»: билеты распространялись по лотерее, а каждому, кто выигрывал билет, вручался и специальный буклет. Также в 1975 году Элтон Джон сыграл в альбоме Кевина Айерса «Sweet Deceiver».
В 1976 году вышел концертный альбом Here and There, за которым последовал Blue Moves, в целом действительно грустный альбом, атмосферу которого идеально отражал вышедший синглом трек «Sorry Seems to Be the Hardest Word». При том, что в целом двойной альбом по степени насыщенности не мог сравниться с Goodbye Yellow Brick Road, критика оценила его высоко, отметив в числе необычных вещей «Cage the Songbird» (посвящение Эдит Пиаф) и «Where’s The Shoorah?» с участием церковного хора Южной Калифорнии под управлением преп. Джеймса Кливленда.

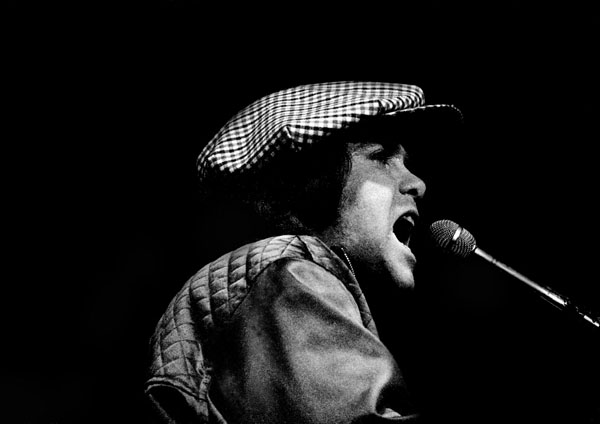
Элтон Джон на концерте в Дублине. Март 1979

Наивысшего коммерческого достижения в 1976 году Элтон Джон добился в дуэте с Кики Ди: их сингл «Don’t Go Breaking My Heart» возглавил как американский, так и английский чарты. Вскоре после выхода сингла Элтон Джон открыто заявил о своей бисексуальности в интервью журналу Rolling Stone. Позже певец признавал, что эта формулировка была компромиссной: он не решился заявить сразу о своей гомосексуальности, чтобы не расстраивать фэнов, многие из которых пришли в ужас даже от этого «смягчённого» варианта признания. В конце 1976 года Элтон Джон дал 7 аншлаговых концертов подряд в Мэдисон Сквэр Гарден: этот рекорд остается непревозойдённым по сей день. После этого в концертной деятельности певца наступил перерыв, который сам он объяснял творческой усталостью. Кроме того после выхода альбома Blue Moves Элтон стал реже работать с Берни Топином, который начал сотрудничать и с другими музыкантами. Решение о временном прекращении партнёрства было связано с опасением постепенно проникнуться друг к другу неприязнью от постоянного общения.
В целом 1970—1976 годы были во всех отношениях самыми удачными в карьере певца. Все шесть альбомов Элтона Джона, вошедшие в список журнала Rolling Stone «The 500 Greatest Albums of All Time» (наивысшее, 91 место занимает в нём Goodbye Yellow Brick Road), относятся к этому периоду.
В мае 1979 года одним из первых западных рок-музыкантов Элтон (вместе с барабанщиком Рэем Купером) приехал на гастроли в СССР. По приглашению Госконцерта он дал 4 концерта в ленинградском «Большом концертном зале Октябрьский» и московском ГЦКЗ «Россия». Одним из итогов гастролей стала покупка фирмой «Мелодия» лицензии (первой от мирового музыкального мейджора Polygram) на выпуск годом позже альбома, который получил название «Поёт Элтон Джон».

### 1980-е годы
В 1979 году произошло воссоединение творческого тандема Элтона Джона и Берни Топина. В следующем году вышел в свет новый альбом 21 at 33, который считается большим достижением в творческой карьере певца. Одной из песен, вошедших в альбом, была композиция Little Jeannie, которая стала самой большой удачей Элтона Джона за четыре года. Она поднялась на 3 позицию в хит-параде США. Стихи для этой песни были написаны Гари Осборном. Помимо Топина и Осборна Элтон Джон сотрудничает в этот период с такими авторами стихов как Том Робинсон и Джуди Тсуки.

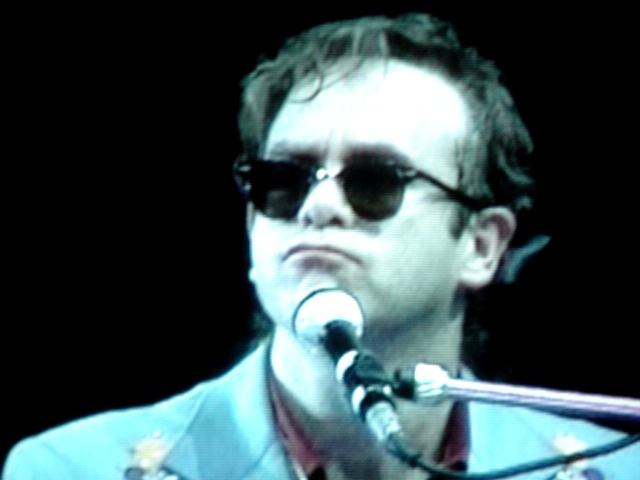
Элтон Джон на концерте в Лондоне. 1986 год

В 1981 году вышел альбом The Fox, материал которого был частично записан во время предыдущей студийной сессии. В этой работе приняли участие оба поэта — Топин и Осборн. 13 сентября 1980 года Элтон Джон дал бесплатный концерт перед толпой поклонников примерно в 400 000 человек в Центральном парке Нью-Йорка. Концерт проходил в непосредственной близости от дома, в котором располагалась квартира Джона Леннона, друга Элтона Джона. На этом концерте Элтон Джон спел песни Imagine в качестве посвящения своему другу. Через три месяца Леннон был убит возле этого самого здания. Этой потере была посвящена песня Элтона Джона 1982 года «Empty Garden (Hey Hey Johnny)», вошедшая в альбом Jump Up! В августе 1982 года Элтон Джон принял участие в концерте, посвященном памяти Джона Леннона, который состоялся в концертном зале Мэдисон-Сквер-Гарден в Нью-Йорке. На сцене к певцу присоединились Йоко Оно и Шон Оно Леннон, крестный сын Элтона Джона.
1980-е годы стали периодом сильных личных потрясений для певца. В 1984 году он, неожиданно для многих, женился на звукоинженере Ренате Блауэл. В 1986 году он потерял голос во время турне по Австралии и вскоре после этого перенёс операцию на горле: с его голосовых связок были удалены полипы. В результате этого тембр голоса певца несколько изменился, и с этого периода он зазвучал по-новому. Элтон Джон продолжал активно записываться.
После того, как в группу вернулись её прежние члены Джонстон, Мюррей и Олссон, Элтон Джон смог вернуться в ведущие хит-парады со своим новым альбомом Too Low for Zero, который был записан в 1983 году. Этот альбом, помимо других песен, включал в себя такие хиты как I'm Still Standing и I Guess That’s Why They Call It the Blues. Последняя композиция, в записи которой принял участие Стиви Уандер, достигла 4-го места в американских хит-парадах. Несмотря на то, что Элтону Джону в этот период так и не удалось повторить тот успех в Америке, которого он достиг в 1970-е годы, его песни регулярно попадали на высшие позиции в хит-парадах на протяжении всего десятилетия. Это были такие композиции как: Little Jeannie (заняла 3 место в 1980 году), Sad Song (Say So Much) (5 место в 1984), Nikita (7-е место, 1986). Наиболее успешным синглом стала работа, в которой Элтон Джон принимал участие наряду с такими артистами как Дайон Уорвик, Глэдис Найт и Стиви Уандер — That's What Friends Are For (1 место в 1985 году). Доходы от этой песни пошли на финансирование исследований, связанных со СПИДом. Его альбомы продолжают продаваться, однако из всех альбомов второй половины 80-х только Reg Strikes Back сумел пробиться в американский Топ-20 и занять там 16 место в 1988 году.
В 1984 году футбольный клуб «Уотфорд» пробился в финал кубка английской футбольной лиги. Таким образом осуществилась давняя мечта Элтона Джона, который на протяжении многих лет был поклонником этого клуба, а также его владельцем и главой правления. Во время традиционной предматчевой церемонии поклонники пели песню Abide With Me, что вызвало слёзы на глазах Элтона Джона. Однако игра была проиграна клубу Эвертон, который играл в традиционной для себя голубой форме. После игры болельщики Эвертона подняли над своей трибуной транспарант с надписью: "Sorry Elton, I Guess That’s Why They Call Us The Blues" (игра слов, основанная на омонимии английских слов "синий" и "блюз" и отсылающая к хиту Элтона Джона "I Guess That's Why They Call It the Blues").
В 1985 году Элтон Джон, наряду с другими известными исполнителями, принял участие в концертном проекте Live Aid, сборы от которого были направлены на помощь странам африканского континента. Во время концерта-марафона на стадионе «Уэмбли» в Лондоне он исполнил свои песни Bennie And The Jets и Rocket Man, спел Don't Go Breaking My Heart вместе с Кики Ди, а также представил широкой публике своего молодого друга Джорджа Майкла, бывшего тогда ещё членом группы Wham!, спев с ним песню Don't Let the Sun Go Down on Me.
В 1986 году Элтон Джон принял участие в записи альбома Rock the Nations, металлической группы Saxon, записав партию клавишных инструментов для двух композиций этого альбома.
В 1987 году он выиграл иск о клевете к газете The Sun, которая обвинила его в том, что он занимается сексом с несовершеннолетними.
В 1988 году он дал пять концертов в Мэдисон-Сквер-Гарден в Нью-Йорке. Общее количество выступлений артиста в этом концертном зале составило после этого 26, что позволило ему побить рекорд, принадлежавший до этого американской группе Grateful Dead. Однако этот год можно считать и некоторым переломом в карьере и личной жизни Элтона Джона. На аукционе Сотбис в Лондоне было выставлено на продажу более 2 000 предметов, связанных или принадлежавших Элтону Джону, на общую сумму порядка 20 миллионов долларов США. Среди них была даже коллекция, составляющая десятки тысяч музыкальных записей, которую Элтон Джон собирал и каталогизировал на протяжении многих лет. Сам певец признавал, что это было его своеобразное прощание со своим эксцентричным и бурным прошлым. В более поздних интервью он говорил, что 1989 год был, пожалуй, для него самым тяжелым, и сравнивал своё состояние в этот период с полным моральным и физическим истощением Элвиса Пресли в последние годы его жизни.

### 1990-е годы
Элтон Джон был глубоко потрясён историей Райана Уайта, подростка из Индианы, который был болен СПИДом. Вместе с Майклом Джексоном он принимал активное участие в судьбе ребёнка, поддерживал его самого и его семью вплоть до трагической кончины Уайта в 1990 году. Находясь в подавленном состоянии, Элтон Джон попадает в госпиталь в Чикаго в 1990 году, где проходит курс реабилитации по борьбе с наркотической зависимостью, алкоголизмом и булимией. После окончания лечения он теряет вес, делает пересадку волос и перебирается в свою новую резиденцию в Атланте, Джорджия. В 1990 году Элтону Джону, наконец, удалось достичь первого места в британском хит-параде со своим синглом Sacrifice. Эта песня входила в прошлогодний альбом певца Sleeping With The Past. Сингл оставался на вершине хит-парада в течение шести недель.
В 1991 году выходит документальный фильм Two Rooms, в котором описывается творческий процесс по созданию песен тандемом Элтона Джона и Берни Топина. Как показано в фильме, Топин пишет стихи в одном месте, а Элтон Джон создает музыку в другом помещении. Во время творческого процесса авторы никогда не пересекаются друг с другом. В этом же году выходит альбом-посвящение Two Rooms: Celebrating the Songs of Elton John & Bernie Taupin, в записи которого приняли участие многие знаменитые британские и американские исполнители рок- и поп-музыки. В 1991 году Элтон Джон достиг ещё одного успеха: его композиция Basque получила награду «Грэмми» в категории Лучшая инструментальная композиция. Певец принял участие в записи Джорджа Майкла в его интерпретации песни Don't Let the Sun Go Down on Me. Эта работа вышла в виде сингла и заняла первые места в хит-парадах Великобритании и США.
В 1992 году он основал организацию Elton John AIDS Foundation, которая должна была финансировать программы по борьбе со СПИДом. Он также объявил о своем решении направлять все деньги, заработанные от продаж синглов на территории Великобритании и США, на расширение исследований, связанных со СПИДом. В этом же году выходит его новый альбом The One, который достиг 8 места в американских хит-парадах — наивысшее достижение со времени выхода в 1976 году Blue Moves. Элтон Джон совместно с Топином подписывают в этом году контракт с компанией Warner Chappell Music, который оценивается в 39 миллионов долларов США, сроком на 12 лет. На тот момент это был самый крупный контракт, заключённый в истории поп-музыки. Элтон Джон принимает участие в концерте, посвящённом памяти Фредди Меркьюри, на котором исполняет вместе с Queen песни Bohemian Rhapsody и The Show Must Go On.
В сентябре того же года Элтон Джон исполнил песню November Rain совместно с группой Guns N' Roses. В следующем году вышел его альбом Elton John's Duets, который был записан им при участии 15 артистов, представляющих самые разные жанры и направления в современной музыке. Одна из композиций, вошедших в этот альбом, — песня True Love, исполненная им в дуэте с Кики Ди, поднялась до #10 в UK Singles Chart, другой дуэт с Эриком Клэптоном Runaway Train также попал в британские чарты.
В 1994 году Элтон Джон совместно с Тимом Райсом принял участие в работе над музыкой к анимационному фильму компании Дисней «Король Лев». Фильм стал самым коммерчески успешным рисованным мультфильмом всех времён, и песни, записанные для него, сыграли в этом не последнюю роль. Из пяти песен, номинированных на премию «Оскар» в номинации «Лучшая песня к фильму» в 1995 году, три были написаны Элтоном Джоном и Тимом Райсом для «Короля Льва». Песня «Can You Feel the Love Tonight» получила премию «Оскар» и «Золотой глобус». С этой песней Элтон Джон был удостоен также премии «Грэмми» в номинации Лучший мужской поп-вокал. Саундтрек к фильму продержался на первом месте в чарте журнала Billboard девять недель. 10 ноября 1999 года RIAA объявила, что продажи альбома The Lion King достигли 15 миллионов, и он таким образом с большим запасом завоевал статус «бриллиантового», согласно классификации этой организации.
В 1994 году Элтон Джон был введён в Зал славы рок-н-ролла, до этого, в 1992 году, он и Берни Топин стали членами Зала славы авторов песен. В 1995 году он стал Командором ордена Британской империи. Элтону Джону был дарован титул рыцаря-бакалавра, что дало ему право добавлять приставку «сэр» к своему имени.
В 1995 году вышел альбом Элтона Джона Made in England (#3 UK), сингл из которого, «Believe», поднялся до #15. В следующем году был выпущен сборный альбом Love Songs.
1997 год был отмечен для Элтона Джона взлётами и неприятностями. В начале года певец предстал перед публикой во всем своем «блеске» во время празднования своего 50-летнего юбилея. Он организовал праздничную вечеринку для 500 наиболее близких друзей в стиле Людовика XIV, на которой появился в костюме стоимостью 80 000 долларов США. 17 января 1997 года он принял участие с тремя оставшимися членами группы Queen в Париже в церемонии открытия концертной программы Le Presbytere N’a Rien Perdu De Son Charme Ni Le Jardin Du Son Éclat легенды французского балета Мориса Бежара, которая была посвящена памяти Фредди Меркьюри и Хорхе Донна, звезды́ труппы Бежара. Это представление было вторым и последним случаем после смерти Фредди Меркьюри, когда остальные члены группы Queen собрались вместе на сцене. В конце 1997 года Элтон Джон потерял двух очень близких друзей: дизайнера Джанни Версаче (который был убит) и принцессу Диану, которая погибла в Париже в результате автомобильной катастрофы.
В начале сентября Берни Топин доработал стихи песни «Candle in the Wind» для специальной церемонии, посвященной смерти Дианы, и Элтон Джон спел её во время погребальной церемонии в Вестминстерском аббатстве. Запись этой песни стала самым быстро и хорошо продаваемым синглом в истории поп-музыки. Общие продажи только на территории Великобритании достигли 5 миллионов копий, в США — 11 миллионов, а всего мировые продажи составили около 37 миллионов копий. Прибыли от продаж этого диска, которые составили примерно 55 миллионов £, были направлены в Мемориальный фонд Принцессы Дианы. Впоследствии певец получил с этой песней премию «Грэмми» в номинации «Лучшее мужское поп-исполнение». Он никогда больше не исполнял этот вариант песни, неоднократно подчеркивая, что эта песня может быть исполнена только один раз, чтобы оставаться особенной.
В 1998 году выходит диск с записью музыки к мюзиклу «Аида» (Elaborate Lives: The Legend of Aida), над которым Элтон Джон работал вместе с Тимом Райсом. Первое сценическое представление этот мюзикл имел в Атланте, позднее представления прошли в Чикаго и на Бродвее в Нью-Йорке.
7 октября того же года Элтон озвучил сам себя в выпуске «Шефская помощь» (англ. Chef Aid) сериала «Южный парк» (чуть ранее в том же сериале Элтон Джон появился в эпизоде «Слон занимается любовью со свиньёй», где его озвучивал Трей Паркер). Кроме того, Элтон Джон записал песню «Wake Up Wendy» для альбома «Chef Aid: The South Park Album».
14 февраля 1999 года озвучил себя в серии «I’m With Cupid» («Со мной Купидон») ситкома «Симпсоны», где исполнил слегка переделанную версию своей песни «Your Song».

### 2000-е годы

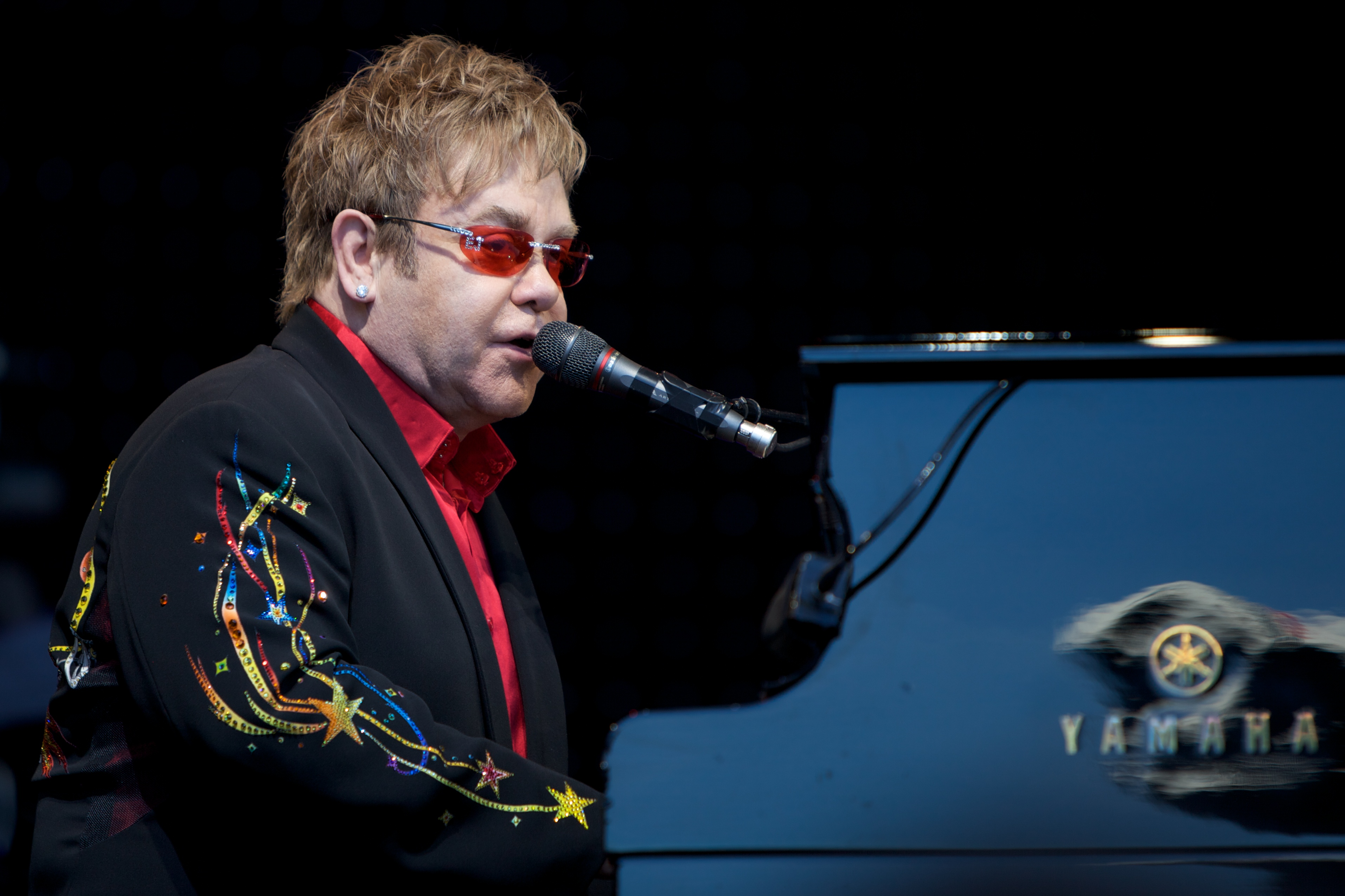
Элтон Джон на концерте в Норвегии в 2009 году

Первое десятилетие XXI века было отмечено для Элтона Джона многочисленными совместными работами с другими артистами и деятелями современной поп-культуры. В 2000 году Элтон Джон и Тим Райс объединились снова, для работы над музыкой к новому анимированному фильму «Дорога на Эльдорадо». В этом году выходит диск с записью его концерта Elton John One Night Only – The Greatest Hits, который прошёл за год до этого в концертном зале Мэдисон-Сквер-Гарден в Нью-Йорке.
В 2001 году Элтон Джон сделал заявление, что Songs From The West Coast станет его последним студийным альбомом, и что с этого момента он будет сконцентрирован только на живых представлениях. Однако позже, отказавшись от этой идеи (причина так и не была объявлена), в 2004 году он выпустил очередной студийный альбом (28-й по счёту) — Peachtree Road.
В 2001 году Элтон Джон получил приглашение принять участие в телешоу компании Би-би-си под названием Have I Got News For You. Вначале он дал своё согласие, однако в последний момент передумал и отказался от участия в программе. Это произошло всего за несколько часов до её выхода в эфир, и продюсеры были вынуждены пригласить Рэя Джонсона, водителя такси из Голчестера, который иногда выступал в качестве двойника Элтона Джона. Во время программы он практически не произнёс ни слова, однако, когда программа пошла в эфир спустя 24 часа, его имя присутствовало в титрах, а имя Элтона Джона было оттуда убрано. В этом же году был снят фильм, который рассказывал о карьере певца с момента его появления на сцене до начала 2000-х годов. Фильм назывался The Elton John Story и прошёл на канале VH-1 Classic, однако он так и не был выпущен отдельным диском или кассетой.
В 2001 году Элтон Джон исполнил дуэтом с Эминемом его песню Stan на церемонии вручения премии «Грэмми». В этом же году он исполнил песню Friends для фильма The Country Bears, а также исполнил в этом фильме одну из эпизодических ролей.
В 2002 году британская группа Blue выпустила свою интерпретацию песни Элтона Джона Sorry Seems To Be The Hardest Word, в записи которой сам певец также принял участие. Эта песня заняла первую позицию в британских хит-парадах, а также в некоторых других европейских странах. Кроме того, Элтон Джон стал причастен к успеху Тупака Шакура, который использовал отрывок из песни Элтона Джона «Indian Sunset», из альбома Madman Across the Water в «Ghetto Gospel» — сингле, возглавившем американские чарты. Песня «Indian Sunset» впоследствии вошла в сингл Элтона Джона Electricity, материал которого певец написал в 2005 году для постановки Billy Elliot The Musical. Маркетинговый план нового сингла был организован очень необычно и эффективно. Более 75 % продаж составили загрузки через Интернет, после того как пользователи получали доступ, приняв участие в викторине и ответив на вопросы с помощью текстовых сообщений, посланных с сотового телефона. «Electricity» до сих пор остаётся одним из самых успешных соло-синглов Элтона Джона на протяжении 2000-х годов.
Однако самым крупным успехом Элтона Джона в первое десятилетие XXI века следует признать песню «Are You Ready for Love». Эта композиция осталась практически незамеченной, когда она впервые появилась в конце 1970-х, однако, когда она была переиздана в 2003 году, то сразу же заняла первые места в хит-парадах.
«Billy Elliot» оказался не единственным мюзиклом, участие в котором принял Элтон Джон. Вместе с Берни Топином он принял участие в работе над постановкой по роману Энн Райс Lestat: The Musical. Однако эта постановка была враждебно встречена критикой и была закрыта после 39 представлений.
Музыка Элтона Джона широко использовалась в кино. Одна из его песен «Tiny Dancer», записанная ещё в 1970 году, была использована в фильме «Почти знаменит» («Almost Famous»), который вышел на экраны в 2002 году. Другая его композиция «The Heart of Every Girl» использовалась в фильме 2003 года «Улыбка Моны Лизы».
2 июля 2005 года Элтон Джон принял участие в знаменитом концерте Live 8, прошедшем в лондонском Гайд-парке. В этом же году певец записал дуэт с австралийской кантри-певицей Катерин Бритт под названием «Where We Both Say Goodbye». Песня поднялась на 38 позицию в кантри-чарте журнала Billboard.
10 ноября 2005 года вышел сборник Elton John's Christmas Party, для которого он исполнил две песни, а в записи остальных приняли участие артисты, которых он отобрал. Первоначально этот альбом продавался через сеть кафе Старбакс, и два доллара от каждой продажи шли в его благотворительную организацию по борьбе со СПИДом (Elton John AIDS Foundation). 10 октября 2006 года этот альбом поступил в широкую продажу, однако шесть песен из первоначального списка (куда входила 21 композиция) были исключены. 7 февраля 2006 года вышел альбом-посвящение, записанный рядом артистов в Студии 99, под названием The Timeless Classics of Elton John Performed by Studio 99.
19 сентября 2006 года Элтон Джон и Берни Топин выпустили очередной совместный диск, который явился как бы логическим продолжением знаменитого альбома Captain Fantastic and the Brown Dirt Cowboy, под названием The Captain & The Kid. Этот альбом включал 10 новых песен. Он также интересен тем, что первый раз за всё время совместной работы на диске были помещены одновременно фотографии Элтона Джона и Берни Топина. Альбом был благосклонно встречен критиками, и его мировые продажи составляют на настоящий момент примерно 3,5 млн копий.
16 июня 2007 года в Киеве в рамках информационно-образовательной кампании «На краю!» Элтон Джон дал бесплатный благотворительный концерт, организованный фондом «АНТИСПИД». Он состоялся на Майдане Независимости и в прямом эфире транслировался телеканалами.

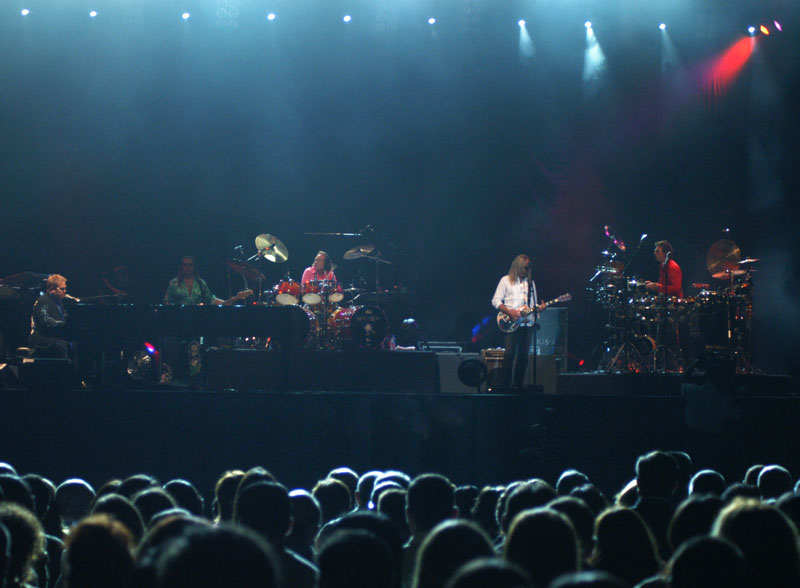
Выступление на Республиканском стадионе имени Тофика Бахрамова в Баку

23 сентября 2007 года Элтон Джон выступил на главном стадионе Баку (Азербайджан).
12 июля 2007 года Элтон Джон выступил на Театральной площади в Ростове-на-Дону. Для жителей Ростова концерт был бесплатный. Выступление было приурочено к 70-летию Ростовской области и открытию первой очереди электрометаллургического завода в Шахтах. 7 октября 2009 года в рамках всемирного тура The Red Piano состоялся концерт Элтона Джона в спорткомплексе «Олимпийский», Москва.
7 декабря 2008 года Элтон Джон выступил с благотворительным предновогодним концертом в концертном зале Барвиха Luxury Village.

### 2010-е годы
26 июня 2010 года состоялось первое выступление сэра Элтона Джона в Минске, на концертной площадке Минск-Арена.
В середине октября 2010 года Элтон Джон выпустил свой очередной студийный альбом The Union, записанный в сотрудничестве с Леоном Расселлом. Певец заявил, что пластинка знаменует начало качественного нового этапа в его карьере. «У меня нет больше необходимости выпускать поп-пластинки», — заявил он. Альбом получил в целом высокие оценки критиков (72/100 согласно рейтингу Metacritic); 5 звёзд дал ему рецензент Rolling Stone.
В 2011 году Элтон Джон выступил в качестве продюсера и автора песен анимационного фильма «Гномео и Джульетта».
Практически весь 2011 год Элтон Джон находился в крупном сольном гастрольном турне Greatest Hits Live, которое стало девятым в списке «Двадцать пять лучших концертных туров 2011 года», в общей сложности концерты посетили более 460 тыс. человек. После этого Элтон Джон намерен дать ещё один гастрольный тур с рядом концертов, в том числе концерт в Москве, в Крокус Сити Холле и в Казани, Тат-Нефть Арена. Тур запланирован на конец 2012 года (концерты в Азии; Австралии), а также на 2013 год.
30 июня 2012 года в рамках мероприятий, посвященных борьбе со СПИДом, в Киеве на Площади Независимости, на территории фан-зоны Евро-2012, состоялся концерт Элтона Джона и Queen. Концерт собрал более 1 млн грн для борьбы со СПИДом.
В июле 2012 года австралийский электронный дуэт Pnau с одобрения Элтона выпустил ремикс-альбом Good Morning to the Night, все песни которого составлены из семплов ранних песен Элтона Джона. Альбом получил высокие оценки критиков, а заглавный трек стал одним из гимнов Летних Олимпийских игр 2012 в Лондоне. Певец дал с группой несколько совместных выступлений.
В 2012 году был закончен новый альбом The Diving Board, выход которого был намечен на осень 2012. Однако по причинам, связанным с рекламой альбома, его релиз состоялся лишь через год, 13 сентября 2013 года. Альбом получил очень высокие оценки критиков и стартовал на третьем месте чарта Billboard UK.
В ноябре 2015 года выступил на концерте Эда Ширана, совместно с которым спел две песни Don’t Go Breaking My Heart и Afire Love.
5 февраля 2016 года вышел тридцать второй альбом Wonderful Crazy Night, по звучанию более похожий на привычное творчество сэра Элтона. Сам певец охарактеризовал альбом как атмосферный антипод The Diving Board. Также на этом альбоме он впервые со времён The Captain & The Kid проводил запись со своей группой The Elton John Band, а не с приглашёнными музыкантами.
В 2016 году Элтон Джон удостоился статуса «Самая щедрая британская знаменитость». В течение года музыкант пожертвовал на благие дела около 27 миллионов фунтов. Большая часть этих денег пошла на работу фондов, которые ведут борьбу со СПИДом.
26 января 2017 году было объявлено, что сэр Элтон выступит композитором Бродвейского мюзикла-адаптации знаменитого фильма «Дьявол носит Prada», а также в 2017 году снялся в роли самого себя в фильме Kingsman 2: Золотое кольцо.

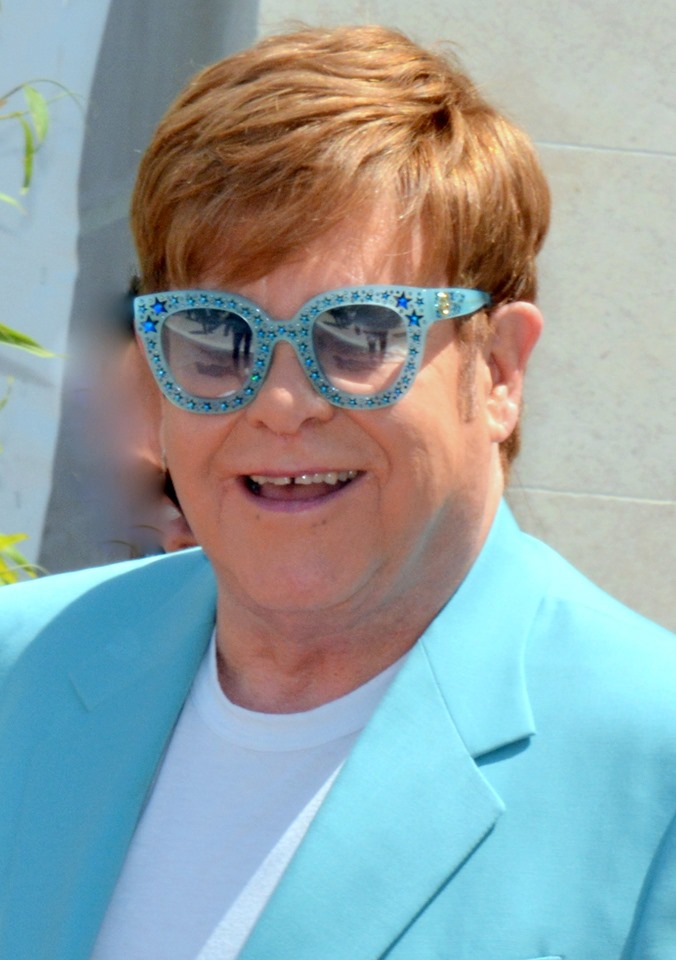
Элтон Джон на премьере фильма Рокетмен на Каннском кинофестивале 2019

В 2019 году вышел фильм «Рокетмен» — биографическая драма о жизни Элтона Джона. Роль музыканта исполнил Тэрон Эджертон. Фильм заслужил положительные отзывы критиков и собрал в прокате 140 млн долларов США. В российском прокате фильм подвергли цензуре: вырезали сцены с наркотиками, однополым сексом, мужскими поцелуями и часть финала, где говорится о том, что Элтон Джон провел 25 лет с Дэвидом Фёрнишем и воспитывает с ним двоих детей. По словам кинокритика Антона Долина, таким образом из фильма убрали «пять принципиальных минут, очень важных для художественного замысла», что вызвало протесты у певца и создателей фильма
За фильм Рокетмен 5 января 2020 года совместно с Берни Топином получил награду «Золотой глобус» в категории «Лучшая оригинальная песня» а 9 февраля 2020 года премию «Оскар» в той же категории за песню «(I’m Gonna) Love Me Again». Это первая победа Элтона Джона за «Золотой глобус» и номинацию и победу за «Оскар» за 25 лет со времён мультфильма «Король Лев» (1994), когда он получил обе награды (совместно Тимом Райсом) за ту же категорию, за песню «Can You Feel the Love Tonight» 1995 году. Это также первая победа Элтона за «Золотой глобус» а также первая победа и номинация и «Оскар» вместе с автором большинства его песен Берни Топином.
25 июня того же года The New York Times Magazine назвал Элтона Джона среди сотен исполнителей, чей материал, как сообщается, был уничтожен во время пожара в Universal Studios Hollywood 2008 года.
В 2019 году вошёл в список самых высокооплачиваемых музыкантов по версии журнала Forbes. Заработанная сумма составила $84 млн, это пятое место в рейтинге.

### 2020-е годы
13 августа 2021 года состоялась премьера композиции «Cold Heart», записанной при участии Дуа Липы и музыкального коллектива PNAU. Эта песня стала первым синглом с тридцать третьего студийного альбома Элтона The Lockdown Sessions, релиз которого состоялся 22 октября 2021 года. Это второй альбом Джона, состоящий из дуэтов с другими артистами. Песня заняла первое место в британском чарте, сделав Элтона Джона единственным британским музыкантом, кому удавалось занимать первое место в ходе шести десятилетий.

## Личная жизнь

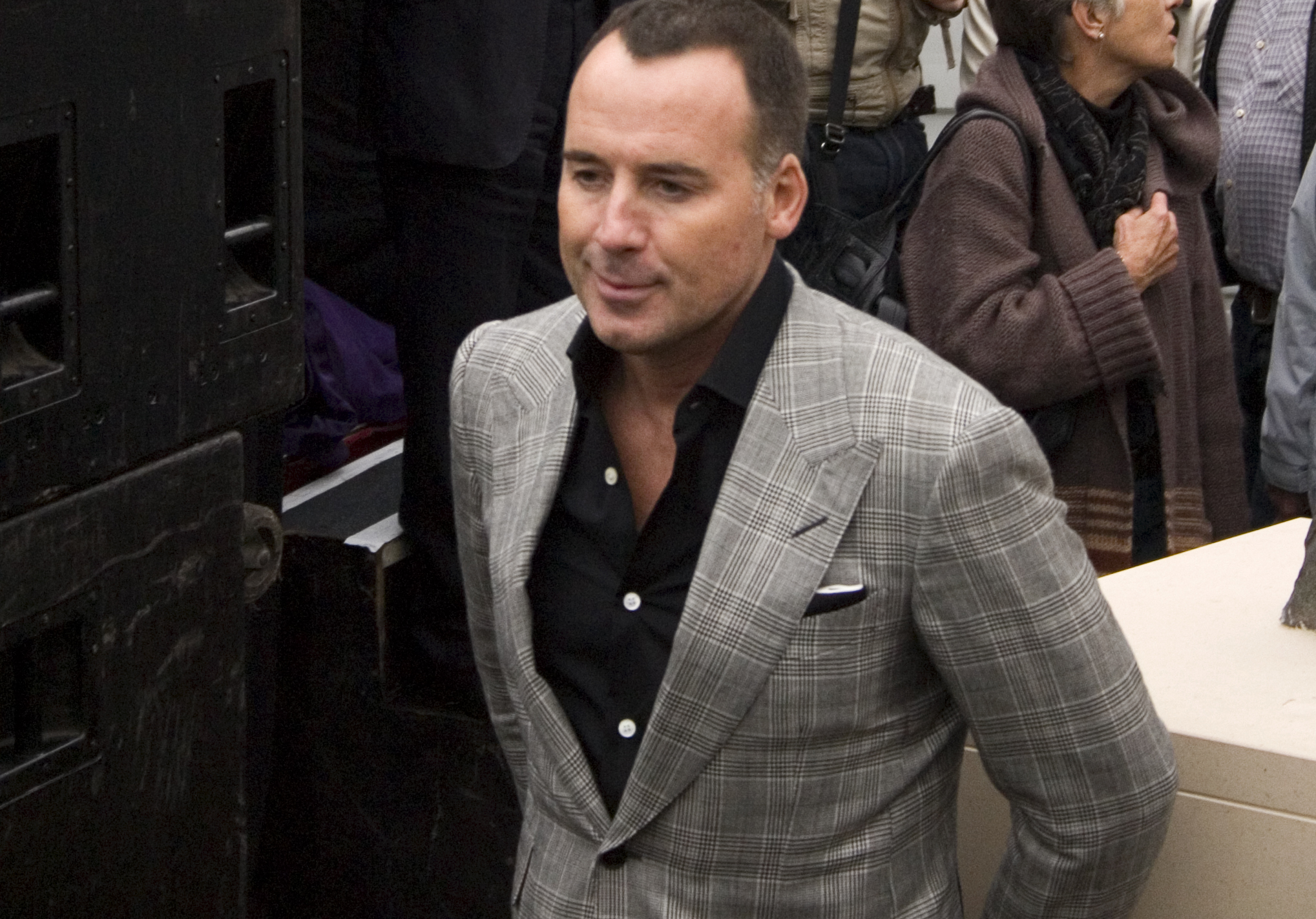
Дэвид Фёрниш на открытии памятника жертвам эпидемии СПИДа. 2009 год

В конце 1960-х Джон был помолвлен со своей первой любовницей, секретаршей Линдой Вудроу, которая упоминается в песне «Someone Saved My Life Tonight».
В 1976 году во время интервью журналу Rolling Stone он заявил о своей бисексуальности. 14 февраля 1984 года он женился на женщине-звукоинженере Ренате Блауэл. Четыре года спустя они развелись. Чуть позже он заявил о том, что является скорее гомосексуалом, нежели бисексуалом. Мучимый постоянными депрессиями, Элтон Джон постепенно начал злоупотреблять алкоголем и наркотиками. Проходил лечение от наркозависимости в муниципальной больнице в Чикаго.
В 1993 году он встретил своего будущего гражданского партнёра Дэвида Фёрниша, который помог ему избавиться от алкоголизма и наркотической зависимости. В 2004 году в Великобритании был ратифицирован Акт гражданского состояния, вводивший в законодательство понятие однополого брака. Элтон одним из первых воспользовался возможностью узаконить гомосексуальные отношения. 21 декабря 2005 года Джон и Фёрниш заключили брачный договор. На свадебную церемонию в Виндзор, где до этого венчались принц Чарльз и Камилла Паркер-Боулз, были приглашены только ближайшие друзья и родственники. Пресса на церемонию не допускалась. Вечером в поместье Беркшир состоялся банкет, на который было приглашено более 700 человек, в том числе знаменитости — друзья Элтона и Дэвида. Были приглашены знаменитые гости, такие как Брайан Мэй, Элизабет Хёрли и Оззи Осборн.
В 2009 году пара пыталась усыновить ВИЧ-положительного мальчика из украинского интерната, но чиновники отказали, сославшись на то, что однополые браки на территории Украины не признаются. 25 декабря 2010 года Элтон и Дэвид усыновили родившегося от суррогатной матери из Калифорнии ребёнка, которому дали имя Захарий Джексон Левон Фёрниш-Джон. 11 января 2013 года на свет появился второй сын — Элайджа Джозеф Даниэль Фёрниш-Джон.
21 декабря 2014 года Элтон Джон и Дэвид Фёрниш поженились и сыграли свадьбу, тем самым отметив девятилетнюю годовщину заключения гражданского брака.
Болельщик английского футбольного клуба «Уотфорд».

## Почести и награды

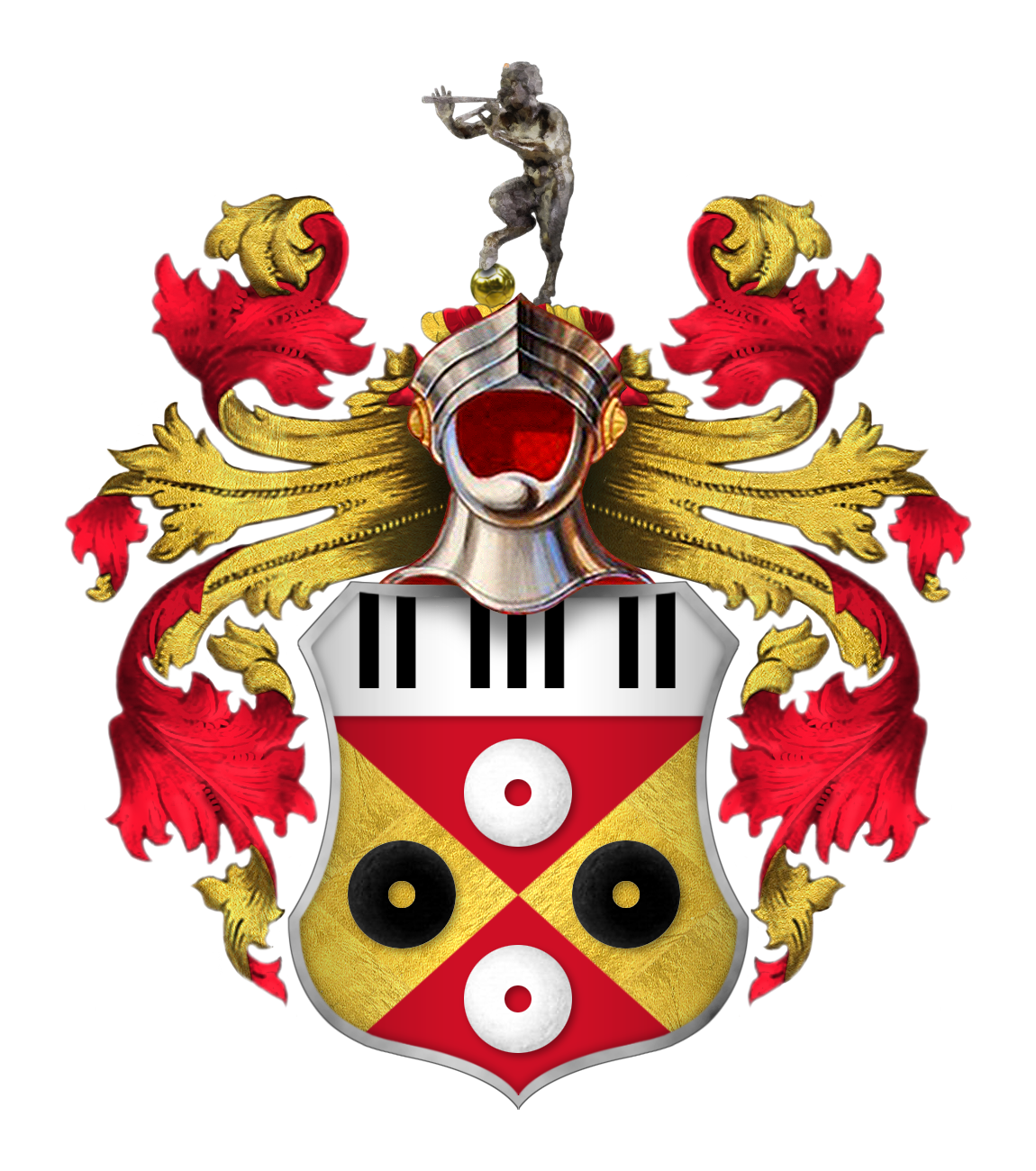
Герб сэра Элтона Джона. В 1987 году ему был вручен щит с клавишами пианино и пластинками. Испанский девиз, el tono es bueno, сочетает в себе каламбур на имени Элтона Джона с переводом «тон хороший» (the tone is good). Чёрный, красный и золотой цвета также принадлежат Уотфорду Ф. С. Стальной шлем над щитом, обращенный вперед и с открытым козырьком, указывает на то, что Элтон Джон — рыцарь

В октябре 1975 года Джон стал 1662-м человеком, получившим звезду на Голливудской Аллее славы.
Элтон Джон был введен в Зал славы рок-н-ролла в свой первый год участия в 1994 году. Он и Берни Топин уже были введены в Зал славы авторов песен в 1992 году. Джон стал командором ордена Британской империи (CBE) в 1995 году. За свою благотворительную работу он был посвящен в рыцари королевой Елизаветой II 24 февраля 1998 года и получил право использовать титул «сэр». Во время новогоднего награждения 2020 года он стал членом ордена Кавалеров Почёта (CH) за заслуги в музыке и благотворительности. 
Элтон Джон был награждён премией Общества певцов за пожизненные достижения в 2005 году. Он получил Премию Кеннеди-центра в 2004 году и премию Легенды Диснея в 2006 году. В 2000 году он был удостоен награды Персона года MusiCares за художественные достижения в музыкальной индустрии и преданность филантропии. В 2010 году он получил награду PRS for Music Heritage Award, которая была установлена в пабе Namaste Lounge Pub в Нортвуде, где Джон выступил со своим первым концертом. В 2019 году президент Эмманюэль Макрон сделал Джона кавалером ордена Почетного легиона.
В 2022 году награждён Национальной гуманитарной медалью США.
Музыкальные награды включают премию «Оскар» за лучшую оригинальную песню и «Золотой глобус» за лучшую оригинальную песню за «Can You Feel The Love Tonight» из «Короля Льва» в 1995 году вместе с Тимом Райсом. Это был первый «Оскар» и «Золотой глобус» Элтона Джона за его карьеру. Спустя 25 лет он снова получил «Оскар» и «Золотой глобус» также за лучшую оригинальную песню за «I’m Gonna Love Me Again» из «Рокетмена», вместе с Берни Топином, и премию «Тони» за лучшую оригинальную партитуру для мюзикла «Аида» в 2000 году, также вместе с Тимом Райсом. Он также получил пять Brit Awards, в том числе награду «Лучший британский мужской сольный исполнитель» в 1991 году, и награду «За выдающийся вклад в музыку» в 1986 и 1995 годах. В 2013 году Элтон Джон получил первую награду Brits Icon в знак признания его «длительного воздействия» на британскую культуру, которую вручил ему его близкий друг Род Стюарт.

## Фильмография
- 1975 — Томми
- 2017 — Kingsman: Золотое кольцо

## Киновоплощения
- 2019 — Рокетмен (Тэрон Эджертон)

## Дискография
На 2025 год Элтон Джон является автором 35 студийных альбомов, более 130 синглов, автором музыки к нескольким кинофильмам, мультипликационным фильмам и постановкам. Выпущено большое количество сборников его лучших песен, альбомов с его произведениями в исполнении других артистов. Кроме того, на рынке имеется целый ряд видеокассет и DVD-дисков с записями его выступлений.

### Студийные альбомы
- Empty Sky (1969)
- Elton John (1970)
- Tumbleweed Connection (1970)
- Madman Across the Water (1971)
- Honky Château (1972)
- Don’t Shoot Me I’m Only the Piano Player (1973)
- Goodbye Yellow Brick Road (1973)
- Caribou (1974)
- Captain Fantastic and the Brown Dirt Cowboy (1975)
- Rock of the Westies (1975)
- Blue Moves (1976)
- A Single Man (1978)
- Victim of Love (1979)
- 21 at 33 (1980)
- The Fox (1981)
- Jump Up! (1982)
- Too Low for Zero (1983)
- Breaking Hearts (1984)
- Ice on Fire (1985)
- Leather Jackets (1986)
- Reg Strikes Back[англ.] (1988)
- Sleeping with the Past (1989)
- The One (1992)
- Duets (1993)
- Made in England (1995)
- The Big Picture (1997)
- Songs from the West Coast (2001)
- Peachtree Road (2004)
- The Captain & the Kid (2006)
- The Union (с Леоном Расселлом) (2010)
- The Diving Board (2013)[98]
- Wonderful Crazy Night (2016)
- Regimental Sgt. Zippo (записан как дебютный, выпущен в 2021)[99]
- The Lockdown Sessions (2021)
- Who Believes in Angels?[англ.] (2025)

### Саундтреки
- Friends (1971)
- The Lion King (1994)
- Aida (1998)
- The Muse (1999)
- The Road To El Dorado (2000)
- Billy Elliot (2005)
- Lestat (2005)
- Gnomeo and Juliet (2011)
- Rocketman (2019)
- The Lion King (2019)